# Vanvey
Vanvey (autrefois dénommée Vanvey-sur-Ource) est une commune française située dans le département de la Côte-d'Or en région Bourgogne-Franche-Comté.

## Géographie

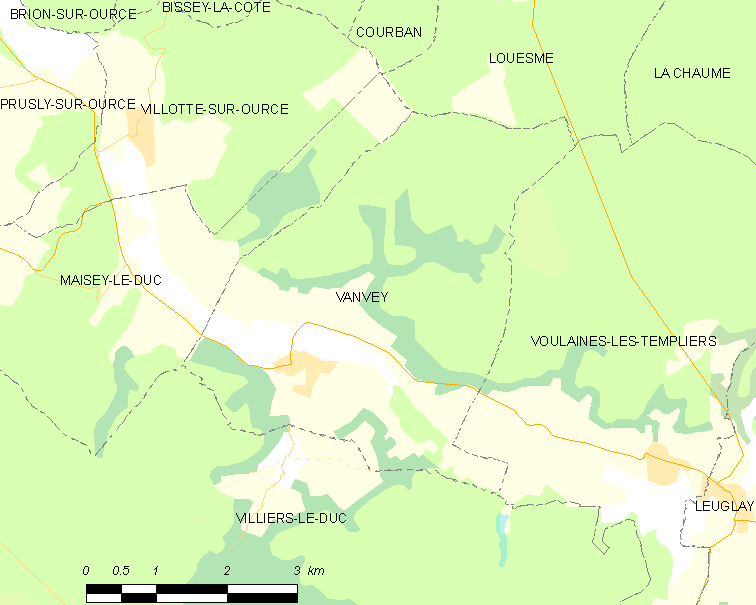

La superficie de Vanvey est de 16,8 km2, avec une altitude minimum de 242 mètres et un maximum de 376 mètres.
Vanvey est située sur le cours de l'Ource, affluent de la Seine, récemment marqué par un manque d'eau et d'importantes mortalités piscicoles.

### Climat
Pour des articles plus généraux, voir Climat de la Bourgogne-Franche-Comté et Climat de la Côte-d'Or.
En 2010, le climat de la commune est de type climat des marges montargnardes, selon une étude du Centre national de la recherche scientifique s'appuyant sur une série de données couvrant la période 1971-2000. En 2020, Météo-France publie une typologie des climats de la France métropolitaine dans laquelle la commune est exposée à un climat océanique altéré et est dans la région climatique  Lorraine, plateau de Langres, Morvan, caractérisée par un hiver rude (1,5 °C), des vents modérés et des brouillards fréquents en automne et hiver. 
Pour la période 1971-2000, la température annuelle moyenne est de 10,1 °C, avec une amplitude thermique annuelle de 16,1 °C. Le cumul annuel moyen de précipitations est de 904 mm, avec 12,7 jours de précipitations en janvier et 8,9 jours en juillet. Pour la période 1991-2020, la température moyenne annuelle observée sur la station météorologique de Météo-France la plus proche, « Châtillon/Seine », sur la commune de Châtillon-sur-Seine à 10 km à vol d'oiseau, est de 10,8 °C et le cumul annuel moyen de précipitations est de 832,8 mm,. Pour l'avenir, les paramètres climatiques de la commune estimés pour 2050 selon différents scénarios d'émission de gaz à effet de serre sont consultables sur un site dédié publié par Météo-France en novembre 2022.

## Urbanisme

### Typologie
Au 1er janvier 2024, Vanvey est catégorisée commune rurale à habitat dispersé, selon la nouvelle grille communale de densité à 7 niveaux définie par l'Insee en 2022.
Elle est située hors unité urbaine. Par ailleurs la commune fait partie de l'aire d'attraction de Châtillon-sur-Seine, dont elle est une commune de la couronne,. Cette aire, qui regroupe 60 communes, est catégorisée dans les aires de moins de 50 000 habitants,.

### Occupation des sols
L'occupation des sols de la commune, telle qu'elle ressort de la base de données européenne d’occupation biophysique des sols Corine Land Cover (CLC), est marquée par l'importance des forêts et milieux semi-naturels (67,4 % en 2018), une proportion identique à celle de 1990 (67,4 %). La répartition détaillée en 2018 est la suivante : 
forêts (67,4 %), terres arables (23,5 %), zones agricoles hétérogènes (4 %), prairies (3,4 %), zones urbanisées (1,7 %). L'évolution de l’occupation des sols de la commune et de ses infrastructures peut être observée sur les différentes représentations cartographiques du territoire : la carte de Cassini (XVIIIe siècle), la carte d'état-major (1820-1866) et les cartes ou photos aériennes de l'IGN pour la période actuelle (1950 à aujourd'hui).

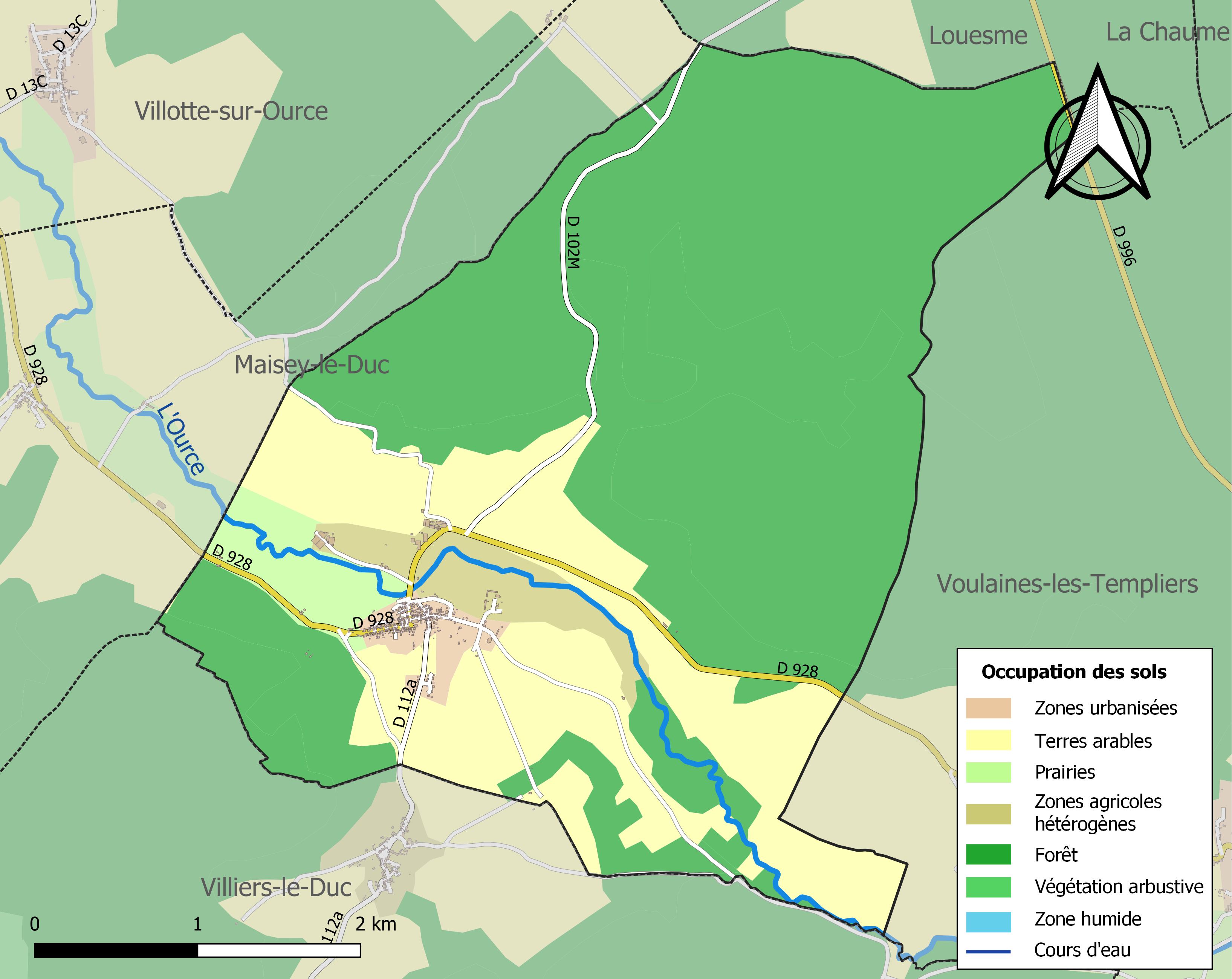
Carte des infrastructures et de l'occupation des sols de la commune en 2018 (CLC).

### Voies de communication et transports
Vanvey est traversée par la route départementale 928 qui relie Châtillon-sur-Seine à Langres.

## Histoire

### Préhistoire et Antiquité
Des haches de pierre polies attestent d'un occupation dès le néolithique et l'observation aérienne a décelé des structures gallo-romaines confortées par la découverte en 1839 d'une statuette à la Malmaison sur la rive droite de l'Ource.

### Moyen Âge
Une importante nécropole, d'origine mérovingienne est située sur la bute Saint-Phal. Elle a livré aux archéologues des objets du VIe siècle.
Une communauté religieuse vouée à Saint Barthélémy s'installe à la sortie ouest du village actuel au Xe siècle. Les habitants du village sont affranchis de très longue date.
La chapelle sise sur la butte Saint-Phal est citée dès 1124.

### Époque moderne

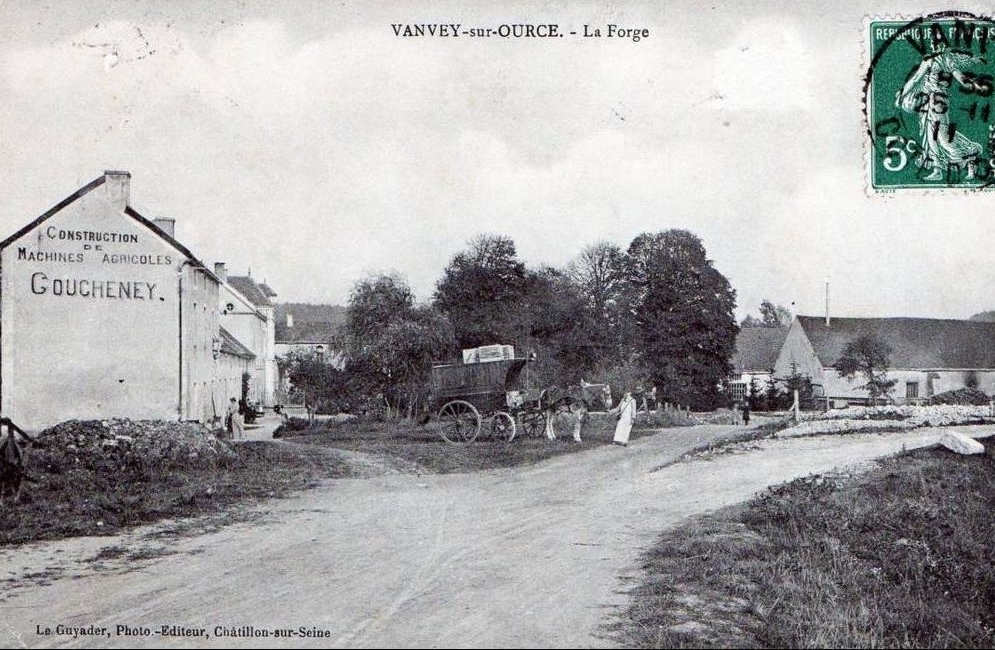
Carte postale datée de 1911 montrant l'atelier de construction de machines agricoles.
(cliché La Guyader)

En 1500, Vanvey est clos de murs avec fossés et ponts-levis.
Un complexe sidérurgique se développe rapidement à proximité de l'Ource à partir à deux forges distinctes : « la forge du haut » en amont fabriquant fers et filières pour la tréfilerie et une en aval au lieu-dit « la forge ».
En 1830, les forges sont acquises par le consortium Bazile-Louis Maître à l'origine de la Compagnie des forges de Châtillon-Commentry et Neuves-Maisons. Après l'arrêt de la fabrication du fer, le site abrite encore une usine de fabrication de machines agricoles jusqu'au début du XXe siècle.

En 1839, Joseph Bougueret était maître de forges de Vanvey.

La sablière de Vanvey (Côte-d'Or) est « l'une des nombreuses carrières de sable d'origine cryoclastique qui ont été ou sont exploitées sur le flanc exposé au NW de la vallée de l'Ource »,.

### Passé ferroviaire du village
|  |  |  |

De 1882 au 2 mars 1969, la commune  a été traversée par la ligne de chemin de fer de Troyes à Gray, qui, venant de la gare de Prusly-Villottes, commune aux villages de Prusly-sur-Ource et de Villotte-sur-Ource, suivait le cours de l'Ource, contournait le village par le nord, s'arrêtait à la gare de Venvey-villiers, et ensuite se dirigeait vers la gare  de Leuglay-Voulaines, communes aux villages de Leuglay et de Voulaines-les-Templiers.

Comme au moment de la création de la ligne, chaque village voulait sa gare, le Conseil général pour satisfaire tout le monde, baptisait la gare du nom de deux communes.

La gare était située à environ 200 m au nord du village. Le bâtiment, en mauvais état, existe encore de nos jours.

L'horaire ci-dessus montre qu'en 1914, 4 trains s'arrêtaient chaque jour  à la gare de Vanvey-Villiers  dans le sens Troyes-Gray et 4 autres dans l'autre sens.

A une époque où le chemin de fer était le moyen de déplacement le plus pratique, cette ligne connaissait un important trafic de passagers et de marchandises. 
	
À partir de 1950, avec l'amélioration des routes et le développement du transport automobile, le trafic ferroviaire a périclité et la ligne a été fermée le 2 mars 1969 au trafic voyageurs. Encore en place, elle est utilisée épisodiquement pour un service de maintenance.

## Politique et administration
| Période                                  | Période  | Identité               | Étiquette | Qualité           |
| ---------------------------------------- | -------- | ---------------------- | --------- | ----------------- |
| mars 2014                                | En cours | Philippe Vincent       |           | Chef d'entreprise |
| mars 2001                                | 2014     | Monique Gauch          |           |                   |
| 1995                                     | 2001     | Marie-Christine Bosi   |           | enseignante       |
| Avant 1995                               | 1995     | Constantin De Brotonne | DVD       |                   |
| Les données manquantes sont à compléter. |          |                        |           |                   |

Vanvey appartient :
- à l'arrondissement de Montbard,
- au canton de Châtillon-sur-Seine et
- à la communauté de communes du pays châtillonnais

## Démographie
L'évolution du nombre d'habitants est connue à travers les recensements de la population effectués dans la commune depuis 1793. Pour les communes de moins de 10 000 habitants, une enquête de recensement portant sur toute la population est réalisée tous les cinq ans, les populations de référence des années intermédiaires étant quant à elles estimées par interpolation ou extrapolation. Pour la commune, le premier recensement exhaustif entrant dans le cadre du nouveau dispositif a été réalisé en 2005.

En 2022, la commune comptait 239 habitants, en évolution de +3,02 % par rapport à 2016 (Côte-d'Or : +0,82 %, France hors Mayotte : +2,11 %).
| 1793 | 1800 | 1806 | 1821 | 1836 | 1841 | 1846 | 1851 | 1856 |
| ---- | ---- | ---- | ---- | ---- | ---- | ---- | ---- | ---- |
| 711  | 853  | 797  | 763  | 924  | 881  | 816  | 820  | 721  |

| 1861 | 1866 | 1872 | 1876 | 1881 | 1886 | 1891 | 1896 | 1901 |
| ---- | ---- | ---- | ---- | ---- | ---- | ---- | ---- | ---- |
| 737  | 621  | 585  | 571  | 651  | 552  | 534  | 523  | 508  |

| 1906 | 1911 | 1921 | 1926 | 1931 | 1936 | 1946 | 1954 | 1962 |
| ---- | ---- | ---- | ---- | ---- | ---- | ---- | ---- | ---- |
| 522  | 552  | 438  | 419  | 416  | 382  | 419  | 443  | 426  |

| 1968 | 1975 | 1982 | 1990 | 1999 | 2005 | 2006 | 2010 | 2015 |
| ---- | ---- | ---- | ---- | ---- | ---- | ---- | ---- | ---- |
| 563  | 412  | 332  | 356  | 313  | 287  | 279  | 235  | 229  |

| 2020 | 2022 | - | - | - | - | - | - | - |
| ---- | ---- | - | - | - | - | - | - | - |
| 231  | 239  | - | - | - | - | - | - | - |

## Lieux et monuments
- L'église Notre-Dame-de-l'Assomption, de style néoclassique (par PJ Antoine[24])  Inscrit MH (1976)[25]
- Une petite chapelle a été restaurée, au sommet de la colline de Saint-Phal.  Classé MH (1965)[26].
- Les lavoirs : dans le bourg, un chemin entourant le village appelé "les promenades" passe près des deux lavoirs.  Inscrit MH (1976)[27],[28].

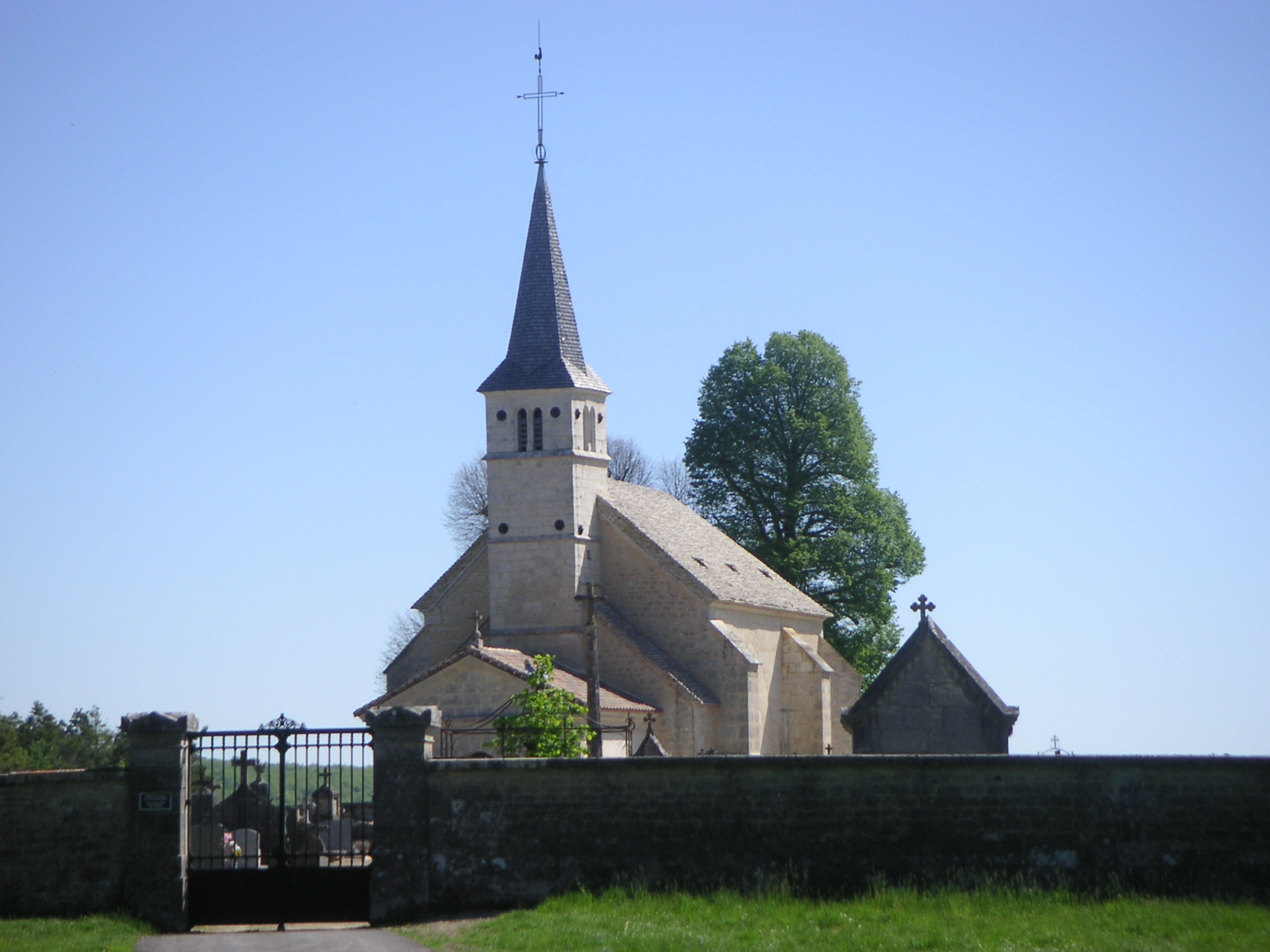
Chapelle Saint-Phal
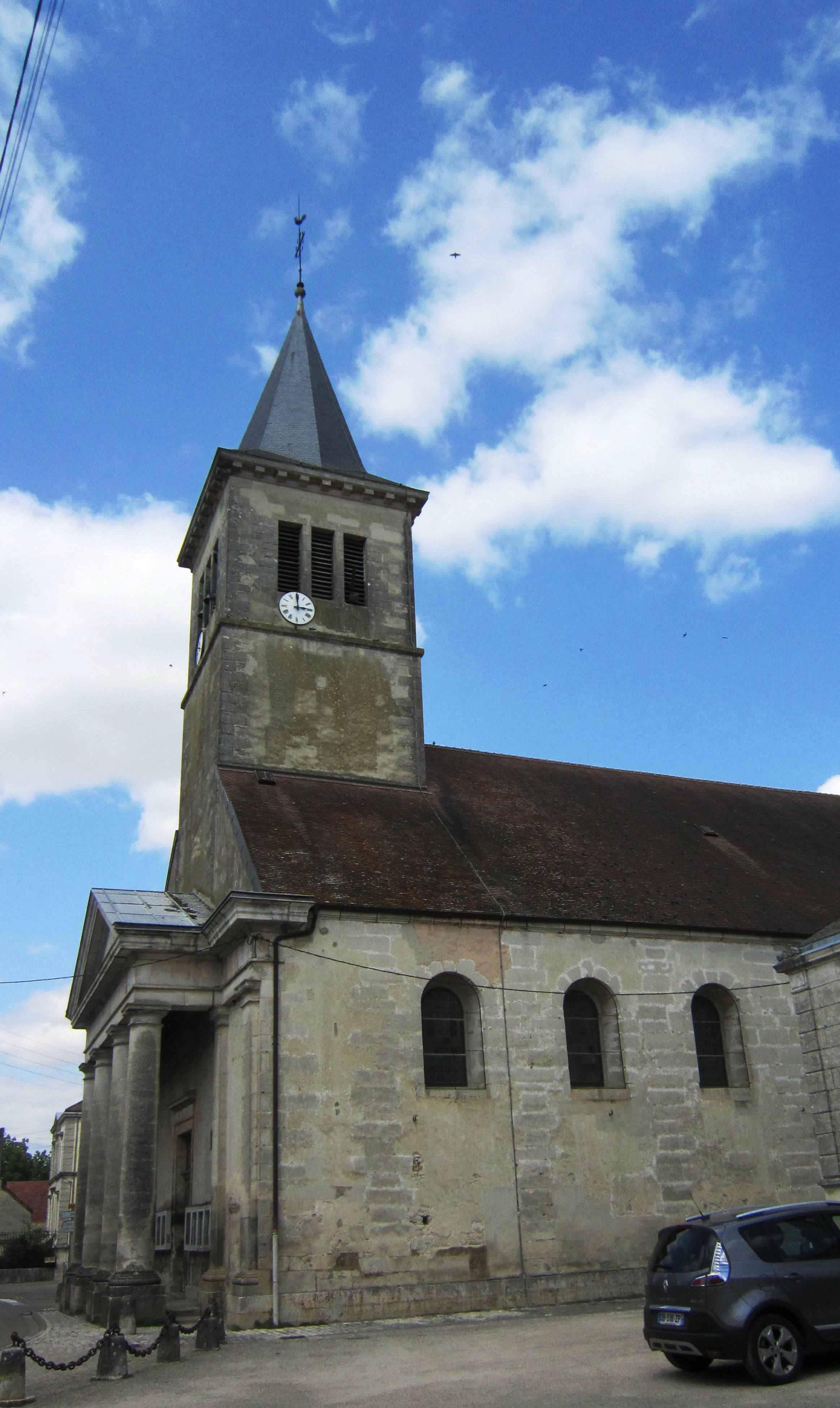
Église de l'Assomption
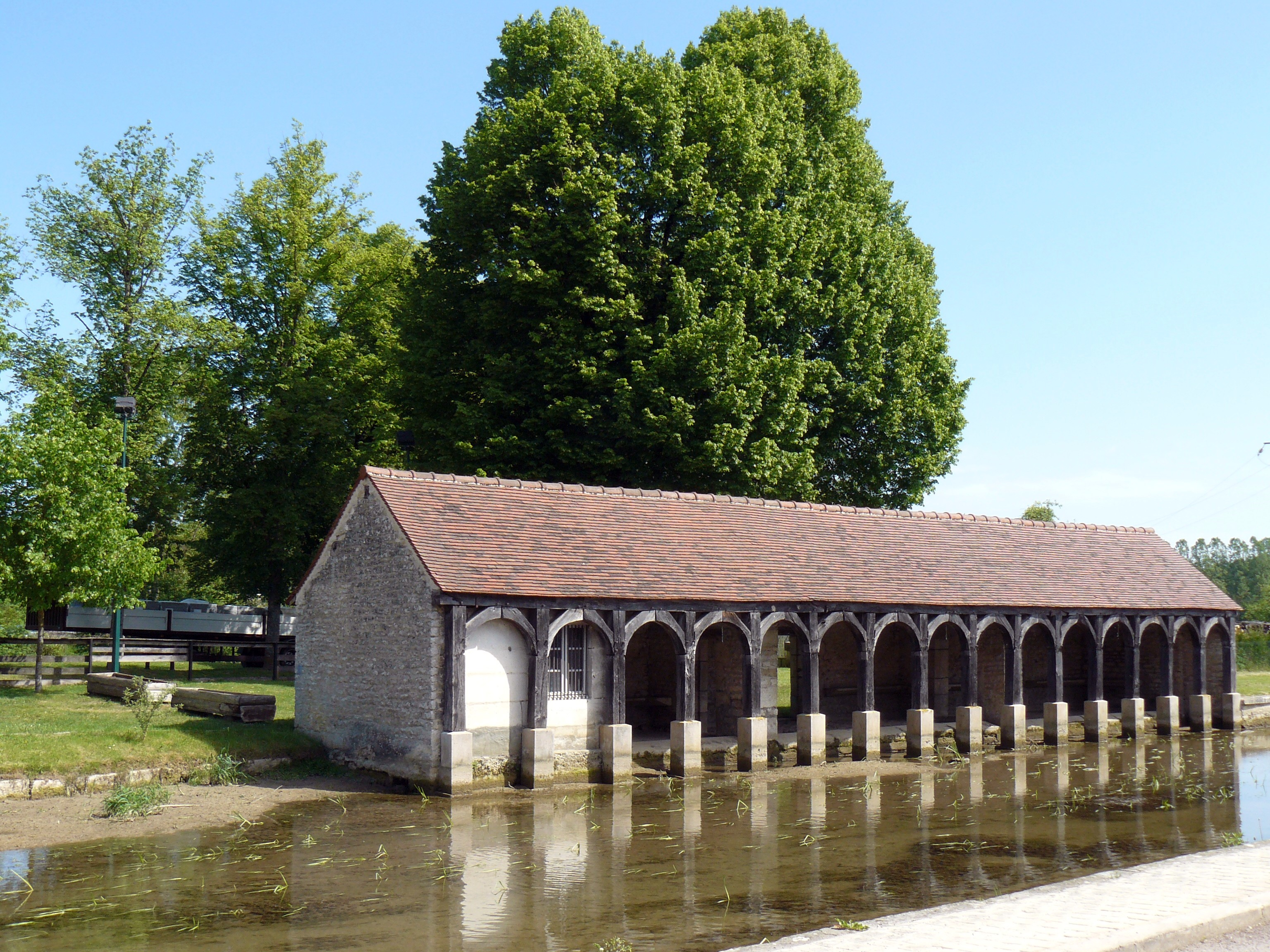
Lavoir de Vanvey

- Le cimetière est commun avec le village voisin de Villiers-le-Duc.
- À l'entrée du cimetière une plaque "British Graves" est apposée. Il s'agit des tombes de trois Anglais, un Écossais, deux Canadiens anglais et d'un Canadien français, composant l'équipage d'un avion Halifax de la RAF qui s'est écrasé en forêt le 11 décembre 1942 lors de la Seconde Guerre mondiale.
- Un hameau forestier de harkis y a existé durant les années 1960 à 1970, aujourd'hui signalé par une plaque commémorative.

## Personnalités liées à la commune
- Elvire Choureau dite Mlle Choureau, libraire et éditrice française, est née le 2 juin 1892 à Vanvey.

## Héraldique
| Blason de Vanvey | Blason  | D'azur à la roue de moulin d'or, au chef parti : au I d'azur semé de fleurs de lys d'or et à la bordure componée d'argent et de gueules, au II bandé d'or et d'azur de six pièces et à la bordure de gueules. |
| Blason de Vanvey | Détails | Le statut officiel du blason reste à déterminer. |